# Каниделу (Вила-Нова-де-Гайа)
Каниделу (порт. Canidelo) — населённый пункт и район в Португалии, входит в округ Порту. Является составной частью муниципалитета Вила-Нова-де-Гайа. Находится в составе крупной городской агломерации Большой Порту. По старому административному делению входил в провинцию Дору-Литорал. Входит в экономико-статистический субрегион Большой Порту, который входит в Северный регион. Население составляет 23 737 человек на 2001 год. Занимает площадь 8,05 км².
Покровителем района считается Андрей Первозванный (порт. Santo André).